# Giotto di Bondone
Giotto di Bondone, die gewoonlijk Giotto (geboren Vicchio) wordt genoemd, was een Italiaans kunstschilder en architect, die leefde van 1266 of 1267 tot 1337, hoewel als geboortejaar ook wel 1276 wordt genoemd.

## Biografie
Hij werd geboren op het platteland nabij Florence, in het dorpje Vespignano. Zijn vader Bondone was een arme keuterboer; hijzelf was op jonge leeftijd herder. Er wordt veelal aangenomen dat Giotto zijn echte naam was, in plaats van een afkorting van Ambrogio (Ambrogiotto) of Angelo (Angiolotto). Hij was gehuwd en had zes kinderen. Door de vele opdrachten werkte hij zich op tot een rijk man.
In het beroemde boek Le Vite van de 16e-eeuwse Giorgio Vasari staat het van Lorenzo Ghiberti's Commentarii afgeleide verhaal, dat Giotto al op tienjarige leeftijd tijdens het schaapshoeden krijttekeningen maakte op rotsen. Op een dag zag de schilder Cimabue hem een schaap tekenen op een zo natuurlijke en volmaakte manier dat hij Giotto's vader vroeg of de jongen zijn leerling mocht worden. Ook gaat het verhaal dat Giotto zonder verdere hulpmiddelen in één keer een perfect ronde cirkel kon tekenen.
Tot zijn vroegste werk wordt gerekend de cyclus van 28 fresco's, die het leven van Franciscus afbeeldt, in de Bovenkerk in Assisi, de Basilica di San Francesco. Hij maakte deze waarschijnlijk in de periode 1290-1295. Een aantal kunsthistorici meent evenwel dat, om stilistische redenen, dit geen werk van Giotto is. Dit is een controversieel thema in de kunstgeschiedenis geworden.
Vermoedelijk kort na 1300 maakte Giotto in het Atrium van de oude Sint Pieter in Rome (nu Vaticaanstad) de Navicella, een enorm mozaïek dat het Schip van de Kerk voorstelt. Als gevolg van latere bewerkingen is dat echter nauwelijks nog herkenbaar als een Giotto.
Zeer bekend zijn ook de fresco's in de Cappella degli Scrovegni in Padua, die vermoedelijk dateren van rond 1306; in ieder geval zijn ze geschilderd vóór 1313. Ze beelden het leven en de lijdensweg van Jezus, het leven van Maria, de zeven deugden, de zeven hoofdzonden uit. Ze werden in 2001-2002 gerestaureerd. Hierbij kwam een opvallende kleurenpracht aan het licht.
Terzijde kan vermeld worden dat deze fresco's een belangrijke rol speelden in het werk van Proust: Op zoek naar de verloren tijd.
Vermoedelijk in de jaren 1320 werkte Giotto aan de decoratie van vier kapellen in de Santa Croce in Florence. Veel hiervan is verloren gegaan, maar er blijft een fresco over dat de dood van Franciscus voorstelt.
Van 1329 tot 1333 werkte Giotto in Napels voor koning Robert van Anjou met wie hij bevriend raakte, maar van het daar gemaakte werk is niets meer over.

## Werken en invloed
Giotto's fresco's en mozaïeken werden hierboven reeds vermeld. Er zijn enkele schilderijen op panelen aan hem toegeschreven maar bij nader toezien bleken deze van zijn leerlingen te zijn. Op sommige staat zijn handtekening, maar dat moet als een soort "merk" gezien worden, niet als een indicatie van zijn auteurschap. Een voorbeeld hiervan is de Stefaneschi-triptiek, dat zich nu in de Pinacoteca van de Vaticaanse musea bevindt. De term Giotteschi duidt een groep 14e-eeuwse schilders aan, veelal anoniem gebleven, die onder Giotto werkten.
Er is evenwel geen twijfel dat het ongesigneerde altaarstuk Ognissanti Madonna thans in het Uffizi in Florence van zijn hand is.

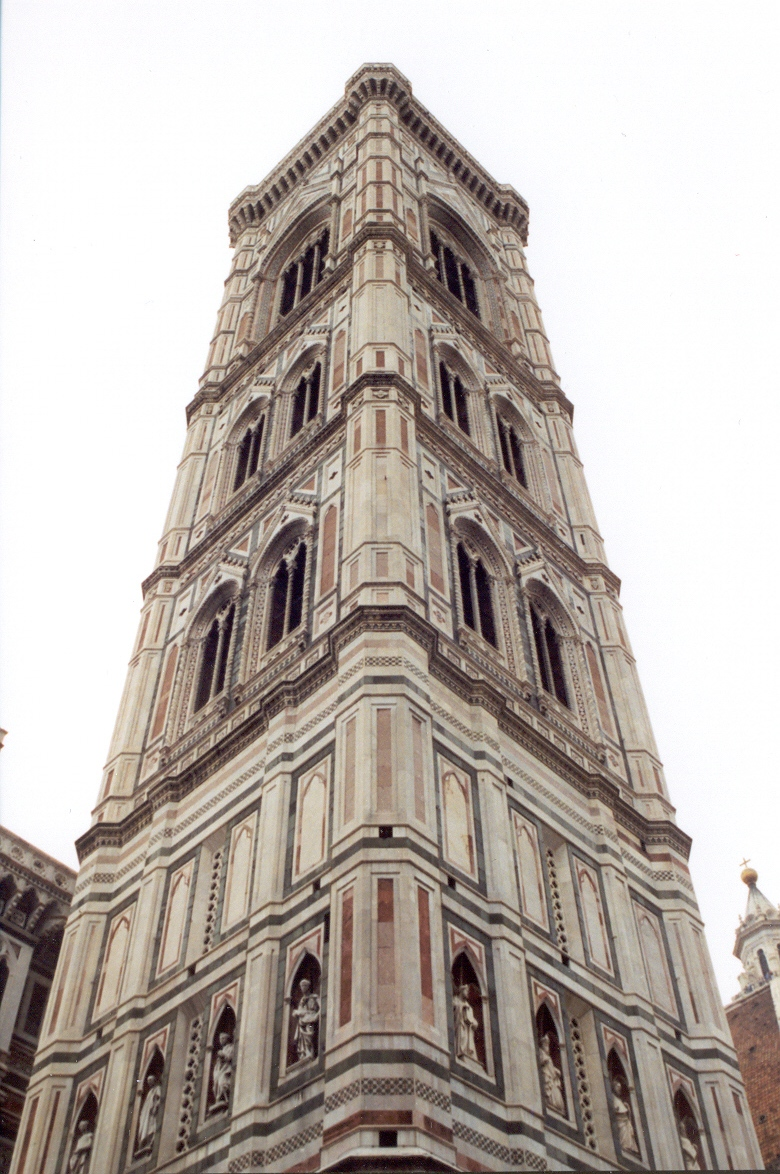
De Campanile van de Santa Maria del Fiore in Florence

In 1334, drie jaar voor zijn dood, werd Giotto op grond van zijn grote bekendheid benoemd tot bouwmeester van de kathedraal Santa Maria del Fiore in Florence. Hij ontwierp de campanile, nu ook wel "de toren van Giotto" genoemd. De uiteindelijke versie, voltooid in 1359, wijkt evenwel af van zijn ontwerp. De campanile heeft een plat dak in plaats van de door Giotto getekende spits en is slechts 85 m hoog in plaats van de voorziene 122 m.
Giotto's werk geldt als een enorme doorbraak en hij wordt wel gezien als de vader van de moderne schilderkunst en de belangrijkste schilder van zijn tijd. Het is moeilijk om precies het begin van de Italiaanse Rinascimento (Renaissance) aan te duiden, maar sommigen menen dat deze met Giotto aanving. In de Italiaans-Byzantijnse kunst vóór Giotto waren zowel menselijke figuren als achtergronden erg "plat" (weinig dieptedimensie) en onrealistisch weergegeven. De gezichten waren uitdrukkingsloos. Giotto stelde de mensen "massief" voor en slaagde erin emoties weer te geven. Velen vinden de dramatiek in zijn werk dan ook zijn belangrijkste innovatie. Giotto betrok de achtergrond beter bij het geheel: gebouwen en natuur schilderde hij op een manier die - hoewel nog niet perfect - veel beter overeenkomt met de regels van het perspectief. Dit alles wordt gedeeltelijk toegeschreven aan veranderingen in de kerk; onder invloed van Franciscus van Assisi (1182-1226) waren emoties en natuur belangrijker geworden. Giotto had echter nog niet de technische anatomische kennis die bijvoorbeeld Leonardo da Vinci wel had.
Ondanks zijn innovaties werd zoals gebruikelijk in die tijd vrijwel al zijn werk in opdracht uitgevoerd en had het een religieus onderwerp als thema.
In zijn eigen tijd had Giotto's werk een zeer grote invloed, maar met de doorbraak van de Internationale gotiek verminderde dat. De latere schilders Masaccio en Michelangelo gelden als zijn erfgenamen.
Giotto wordt genoemd in het werk van zijn vriend Dante (net als Cimabue), en tevens in het werk van Boccaccio.

## Ruimtesonde
Omdat op een van Giotto's schilderijen duidelijk een komeet afgebeeld is, gaf de Europese Ruimtevaartorganisatie ESA de naam Giotto aan een ruimtemissie die tot doel had in juli 1985 de komeet van Halley te onderzoeken.

## Galerij

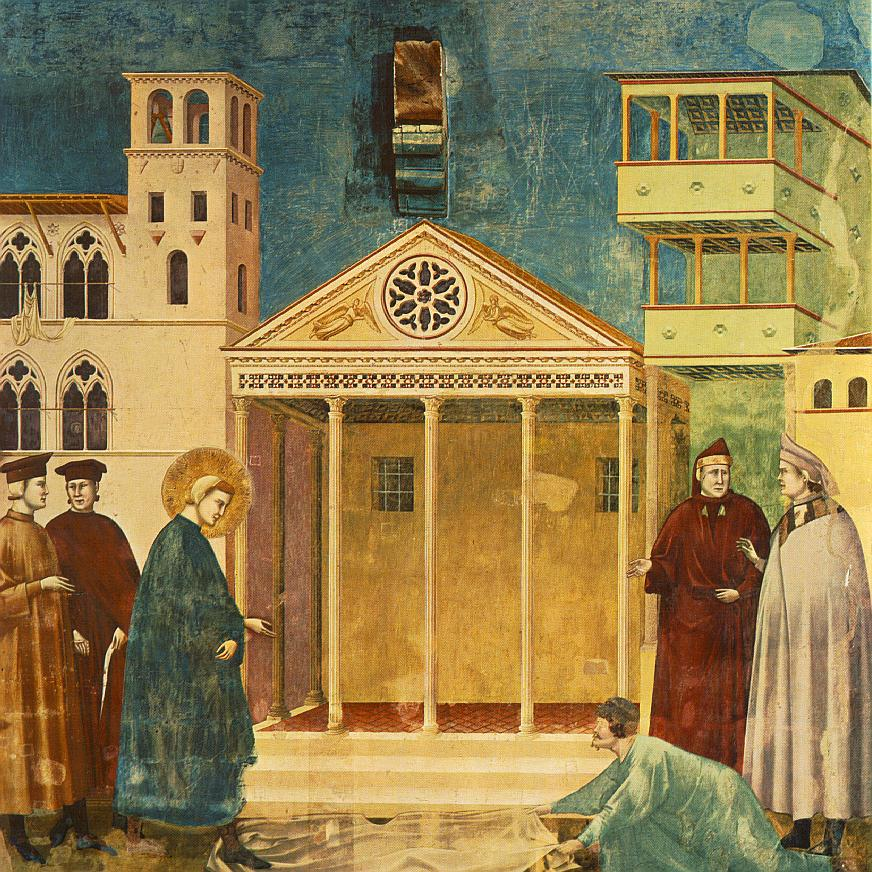
Legende van Sint Franciscus, ca. 1295-1300, fresco, bovenkerk van de Sint-Franciscusbasiliek, Assisi
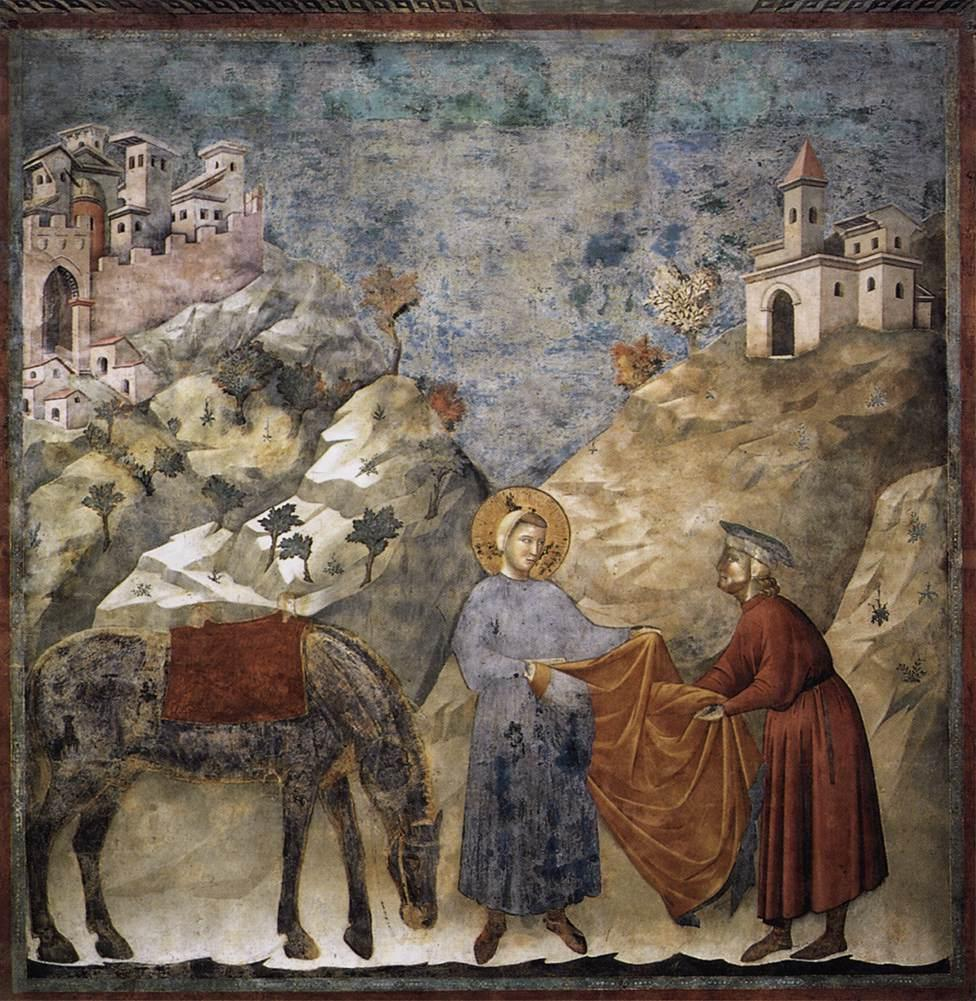
Franciscus van Assisi geeft zijn mantel aan een arme man, ca. 1295-1300, fresco, bovenkerk van de Sint-Franciscusbasiliek, Assisi
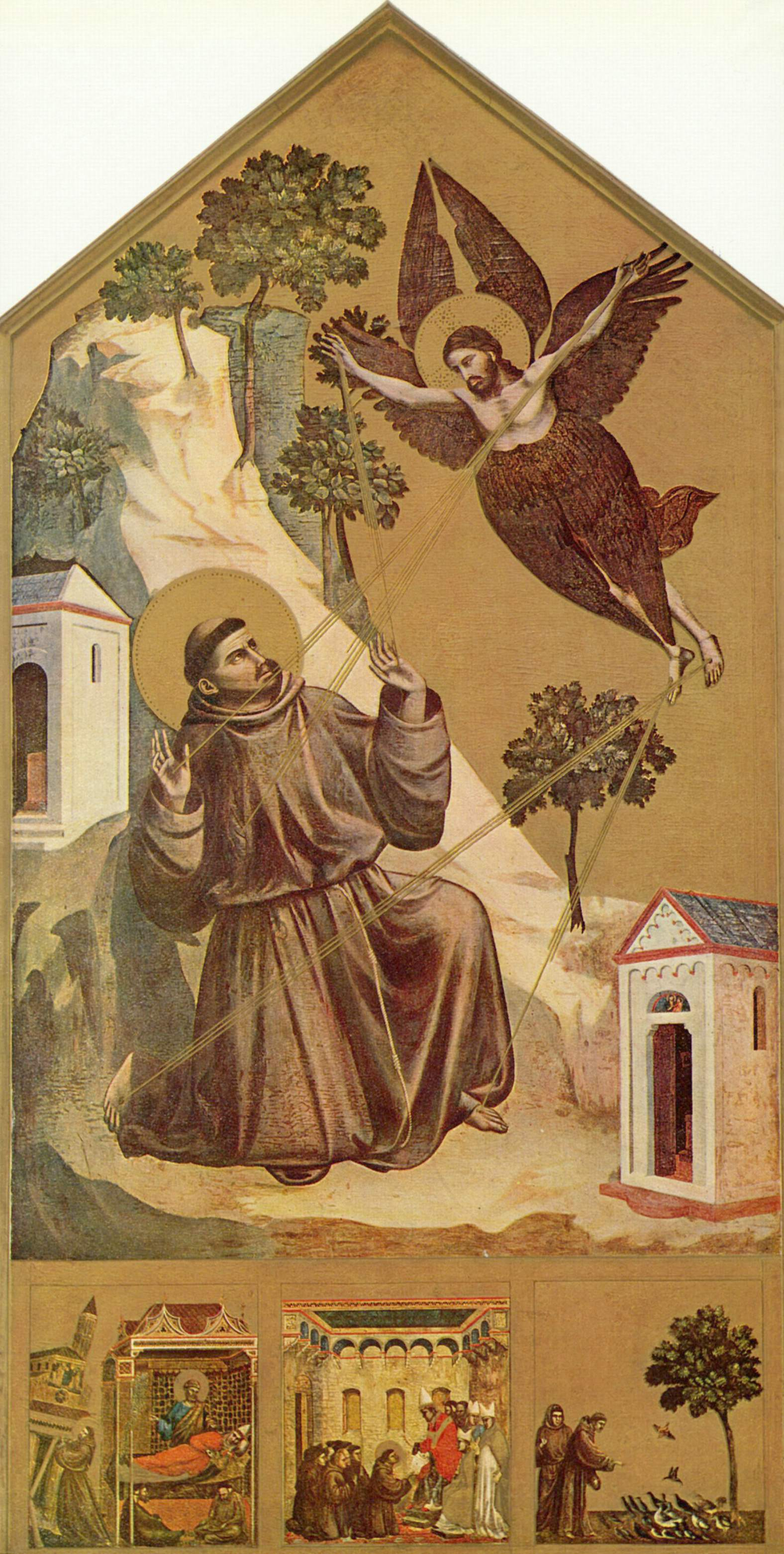
Sint-Franciscus ontvangt de stigmata, ca. 1300, gesigneerd, tempera en goud op paneel, Louvre, Parijs
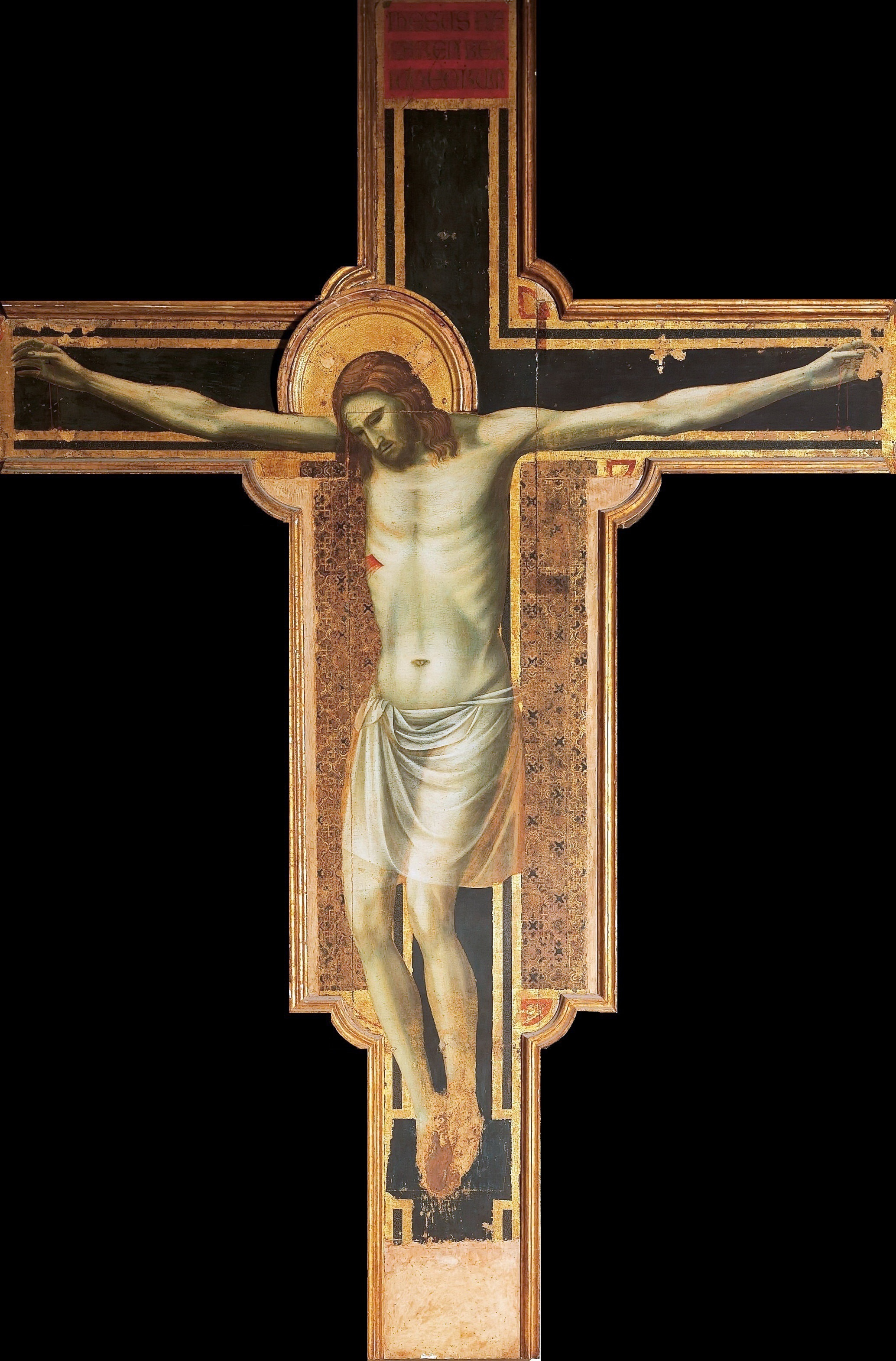
Kruis van Rimini, ca. 1301, tempera en goud op paneel, Rimini, Tempio Malatestiano
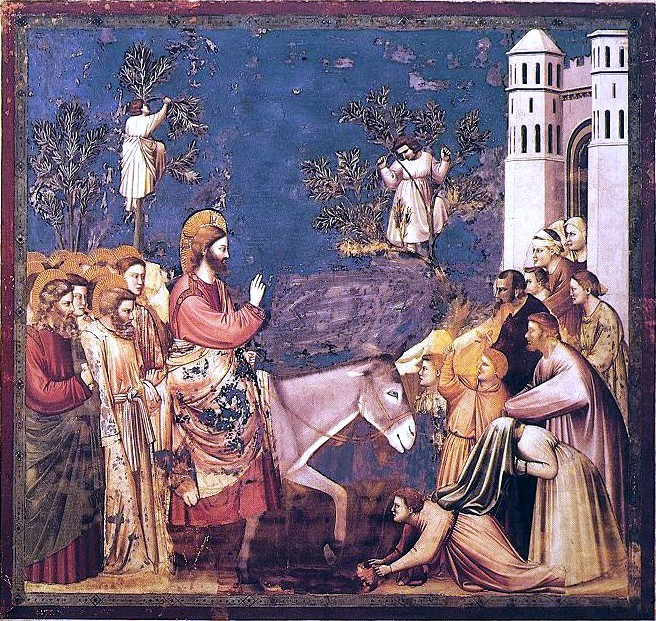
De intocht van Jezus in Jeruzalem, ca. 1303-1305, Cappella degli Scrovegni, Padua
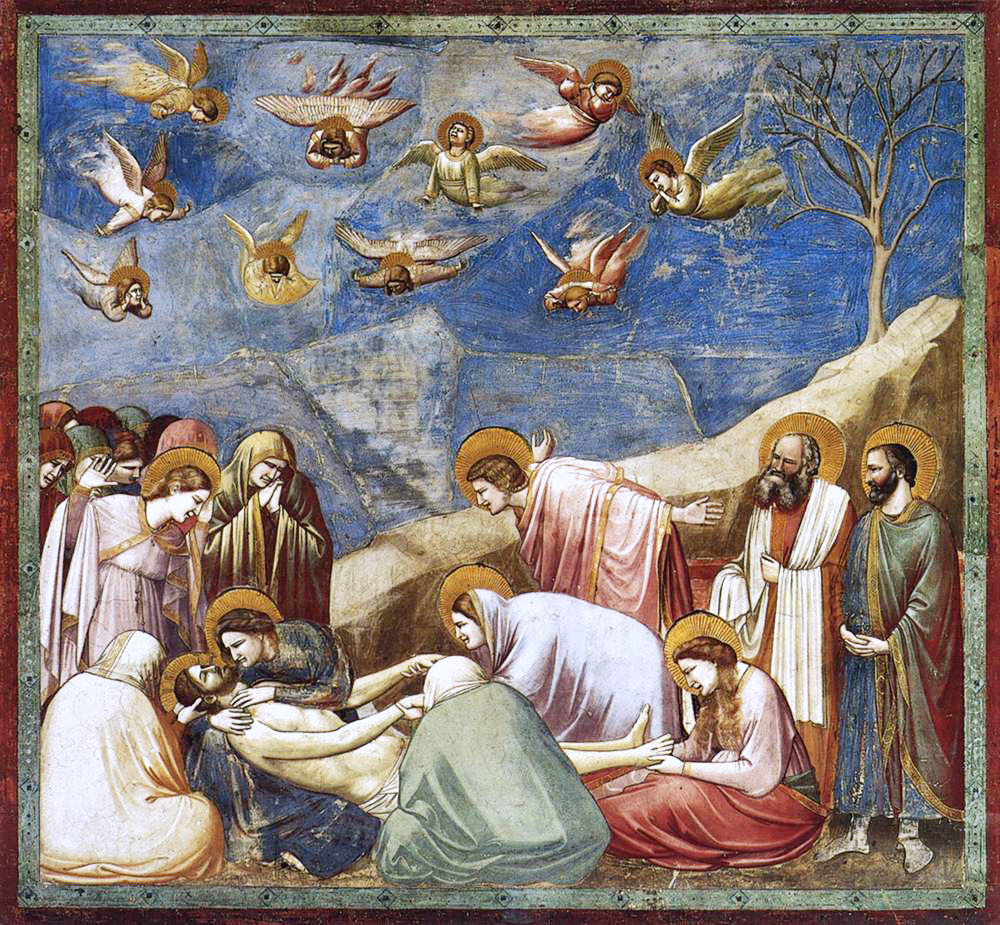
Bewening van Christus, ca. 1303-1305, fresco, Cappella degli Scrovegni, Padua
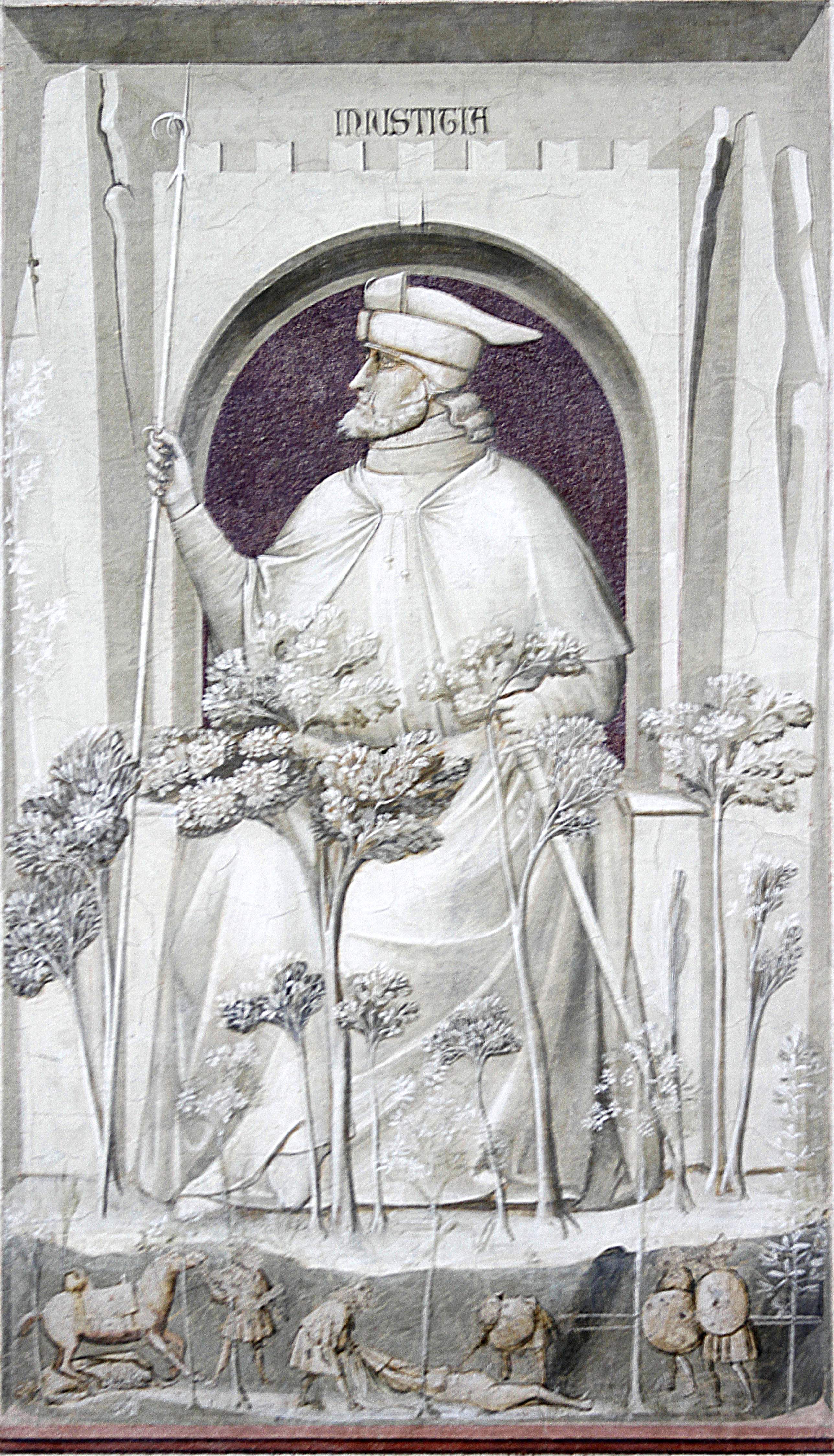
De deugden en ondeugden: De onrechtvaardigheid, Cappella degli Scrovegni, Padua
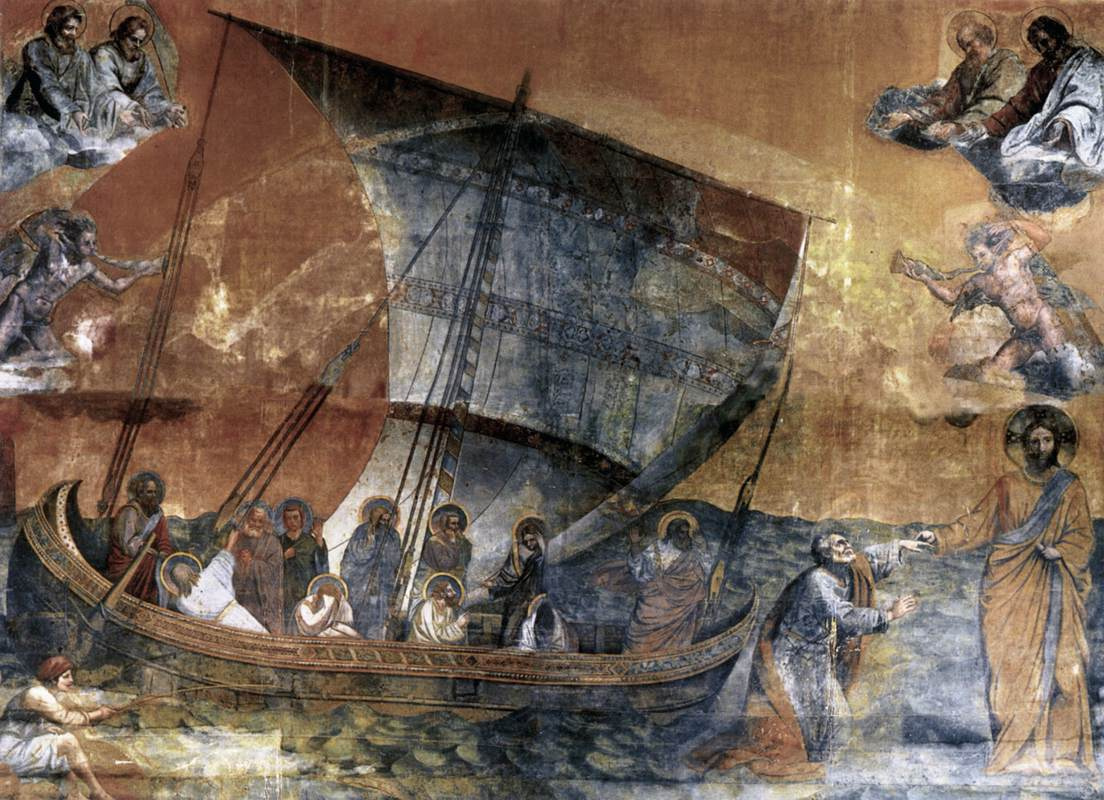
Geschilderde kopie uit de 17e eeuw naar het mozaïek Navicella (verloren gegaan), ca. 1305-1313, voorheen Oude Sint-Pietersbasiliek, Vaticaanstad
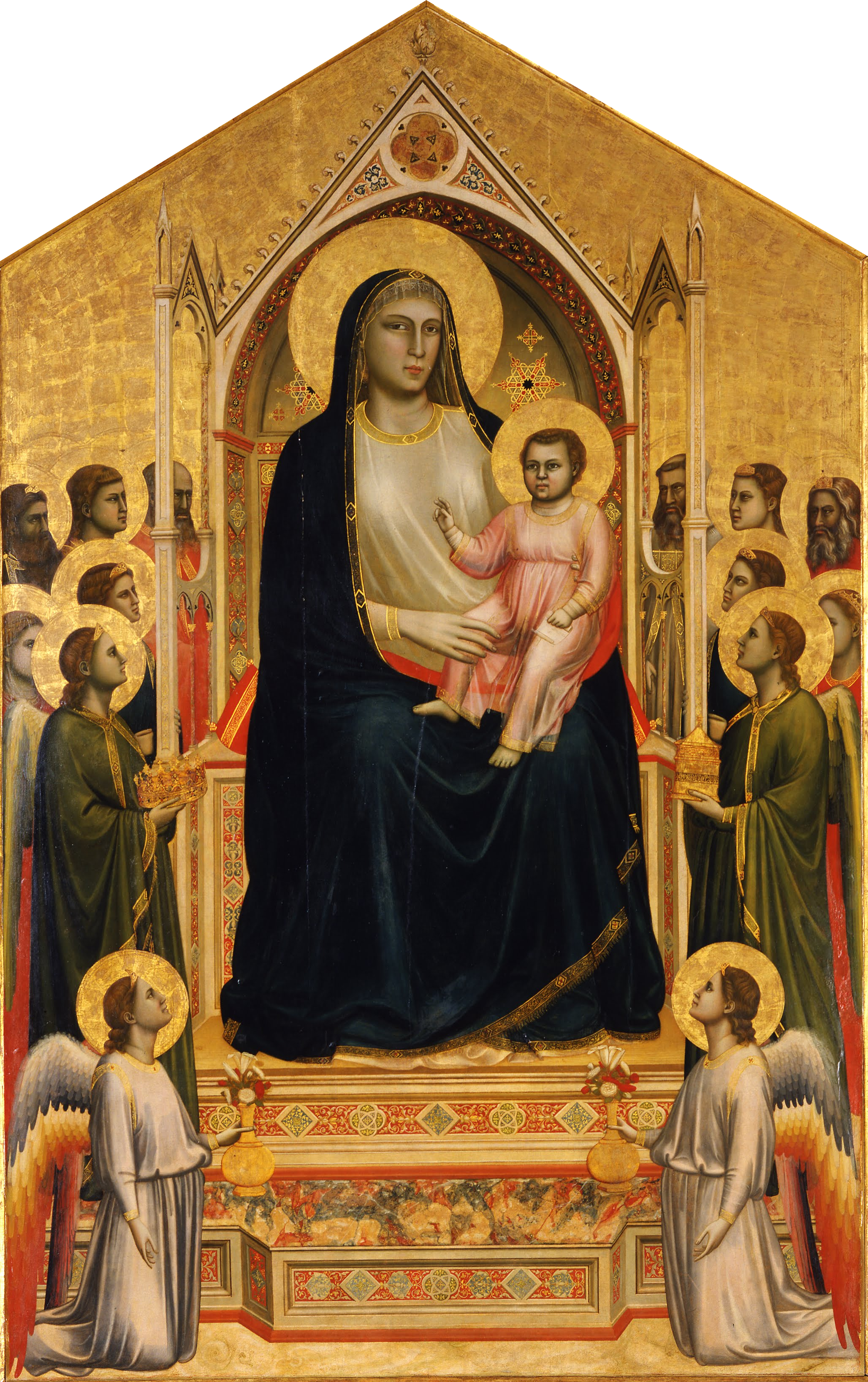
Maestà van Ognissanti, ca. 1310-1311, tempera en goud op paneel, Uffizi, Florence
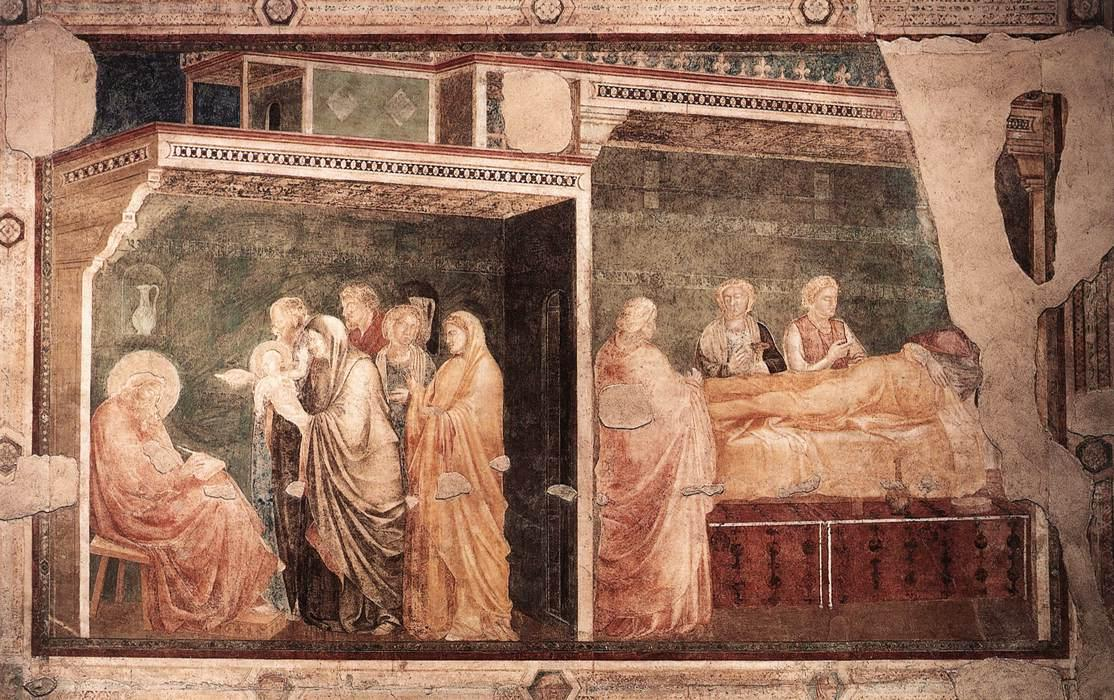
Geboorte van Johannes de Doper, ca. 1318-1322, muurschildering, Cappella Peruzzi, Santa Croce, Florence
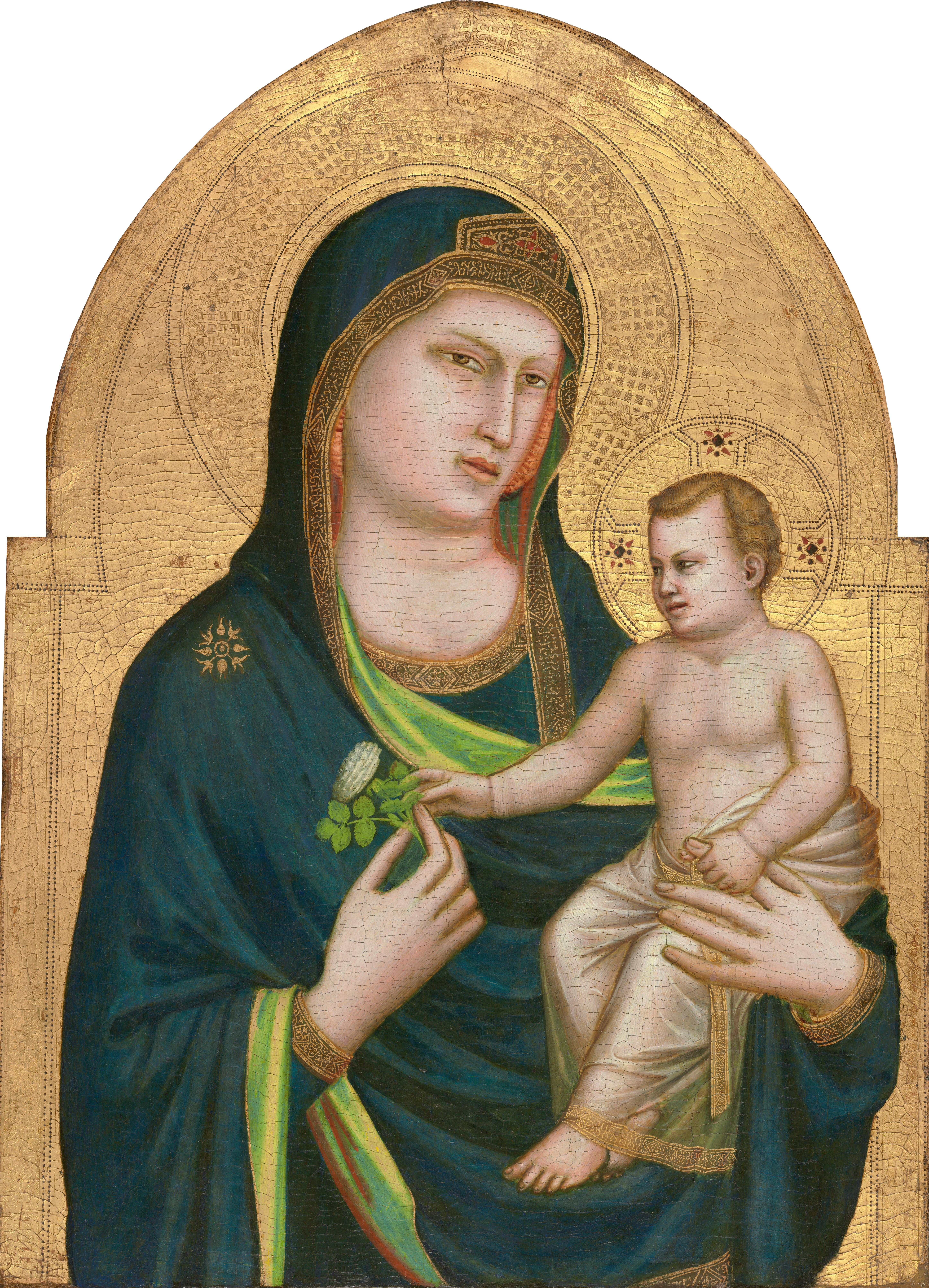
Maria met Kind, ca. 1325-1330, tempera en goud op paneel, National Gallery of Art, Washington
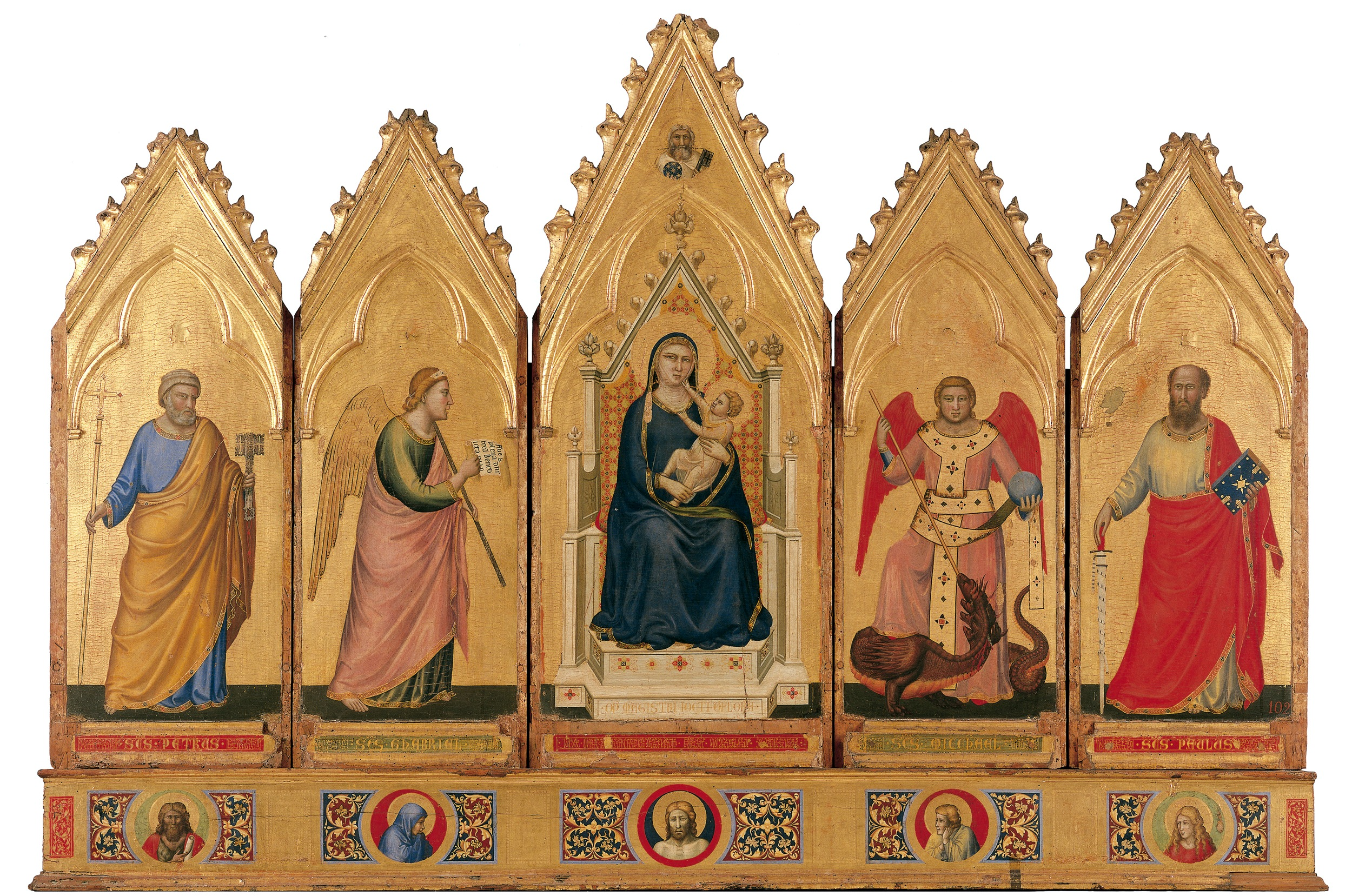
Retabel van Bologna, ca. 1330-1334, gesigneerd, tempera en goud op paneel, Pinacoteca nazionale, Bologna